# Alwin-Broder Albrecht
Alwin-Broder Albrecht, född 18 september 1903 i St. Peter, Provinsen Schleswig-Holstein, död 1 maj 1945 i Berlin, var en tysk sjöofficer och Oberführer i Nationalsozialistisches Kraftfahrkorps (NSKK).

## Biografi
Albrecht tog värvning i Reichsmarine 1922.
År 1938 efterträdde Albrecht Karl-Jesco von Puttkamer som Adolf Hitlers förbindelseofficer i marinen. När det 1939 framkom att Albrecht hade gift sig med en kvinna med tvivelaktig vandel, vill befälhavaren för flottan, Erich Raeder, avskeda honom, men Hitler valde då att göra Albrecht till en av sina adjutanter. Albrecht förblev medlem av Hitlers stab och var verksam vid Führerkansliet, under SS-Obergruppenführer Philipp Bouhler. Albrecht begick självmord kort före Tysklands kapitulation.

## Befordringshistorik
- Fähnrich zur See: 1 mars 1924
- Leutnant zur See: 1 oktober 1926
- Oberleutnant zur See: 1 juli 1928
- Kapitänleutnant: 1 juni 1934
- Korvettenkapitän: 1 november 1937
- NSKK-Oberfuhrer: juni 1939